# Michel Lator
Michel Lator est un footballeur français, né le 8 septembre 1946 à Baie-Mahault (Guadeloupe). 
Il a évolué comme défenseur à Nancy, Strasbourg et Sedan.
Au total, il a disputé 18 matchs en Division 1.

## Carrière de joueur
- 1970-1972 :  AS Nancy-Lorraine
- 1972-1973 :  RC Strasbourg
- 1973-1974 :  CS Sedan-Ardennes[1]

## Sources
- Coll., Football 74, Les Cahiers de l'Équipe, 1973, cf. page 93